# Isländische Badmintonmeisterschaft 1963
Die Isländische Badmintonmeisterschaft 1963 fand in Reykjavík statt. Es war die 15. Auflage der nationalen Titelkämpfe von Island im Badminton.

## Titelträger
| Disziplin    | Sieger                                         |
| ------------ | ---------------------------------------------- |
| Herreneinzel | Óskar Guðmundsson                              |
| Dameneinzel  | nicht ausgetragen                              |
| Herrendoppel | Lárus Guðmundsson Ragnar Thorsteinsson         |
| Damendoppel  | Halldóra Thoroddsen Jónína Nieljóhníusardóttir |
| Mixed        | Óskar Guðmundsson Halldóra Thoroddsen          |